# Stroncjanit

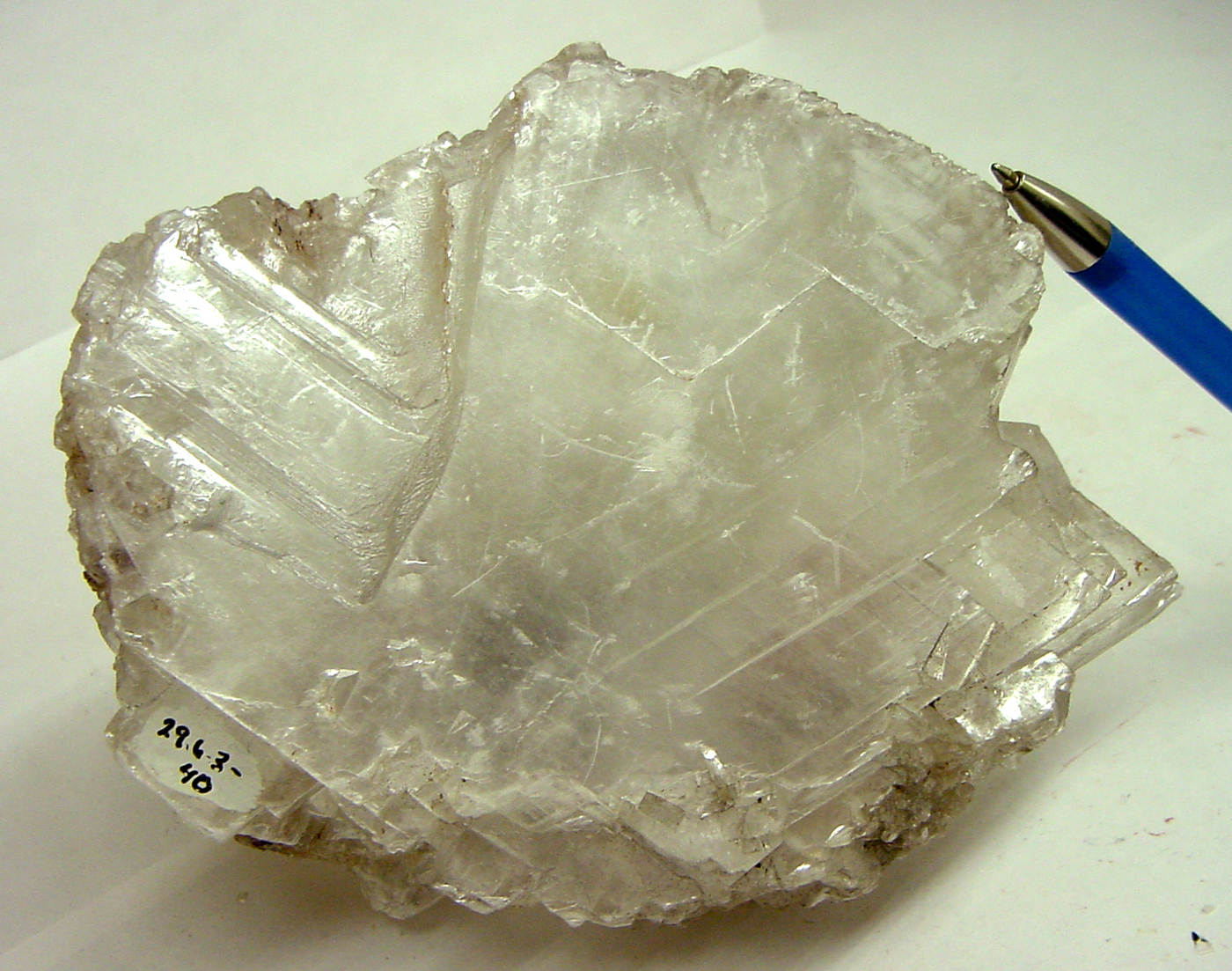

Stroncjanit (strontianit) – minerał z gromady węglanów. Należy do grupy minerałów bardzo rzadkich. Nazwa pochodzi od miejscowości Strontian w Szkocji, gdzie minerał ten został odkryty.

## Charakterystyka

### Właściwości
Tworzy kryształy igiełkowe, słupkowe, tabliczkowe. Często wykazuje zbliźniaczenia. Spotykany jest w formie skupień zbitych, ziarnistych, pręcikowych. Tworzy roztwory stałe z aragonitem, cerusytem, witerytem. Jest kruchy, przezroczysty, w świetle ultrafioletowym wykazuje niebieską fluorescencję. Wzrost temperatury powoduje w nim termoluminescencję. Rozpuszcza się i burzy w kwasie solnym. Zawarty w minerale stront zabarwia płomień na karminowo.

### Występowanie
Jest typowym minerałem strefy hydrotermalnej, powstaje ze stopu resztkowego pozostałego po utworzeniu się granitów i pegmatytów. Współwystępuje z kalcytem, barytem, celestynem – bardzo często tworzy z nim pseudomorfozy oraz galenitem. Bywa znajdowany w złożach siarki.
Miejsca występowania:
- Na świecie: Austria, Wielka Brytania, Niemcy – Saksonia[1], Północna Nadrenia, Meksyk, USA – Kalifornia.

- W Polsce: spotykany w złożach siarki rodzimej w okolicach Tarnobrzega i serpentynitach na Dolnym Śląsku.

### Zastosowanie
- ważna ruda strontu,
- ma znaczenie naukowe i kolekcjonerskie,
- używany do produkcji ogni sztucznych (zabarwia płomień),
- używany przy produkcji cukru (do rafinacji),
- używany przy produkcji szkła optycznego.